# Osiedle Windakiewicza
Osiedle Windakiewicza – osiedle Bochni położone w centralno-zachodniej części miasta. Jest jedną z 14 jednostek pomocniczych Bochni.

## Położenie
Osiedle położone jest w centralno-zachodniej części miasta i sąsiaduje z następującymi osiedlami:
- od wschodu: Śródmieście-Campi
- od zachodu: Niepodległości.

## Charakterystyka
Jest to najmniejsze osiedle w Bochni. Dominują tutaj bloki 4 oraz 5 piętrowe. Znajduje się tu również sklep Intermarché, Cmentarz komunalny im Św. Rozalii oraz Zespół Szkół nr 1.

## Komunikacja
Przebiegają tędy linie autobusowe BZK o numerach 1 i 9 oraz RPK o numerach: 1, 10 i 11